# Claverton, Cheshire
Claverton var en civil parish 1858–2015 när det uppgick i Eaton and Eccleston, i distriktet Cheshire West and Chester, i Storbritannien.   Det ligger i grevskapet Cheshire och riksdelen England, i den södra delen av landet, 260 km nordväst om huvudstaden London. Civil parish hade 7 invånare år 2001. Byn nämndes i Domedagsboken (Domesday Book) år 1086, och kallades då Cleventone.